# Kerstin Herrnkind
Kerstin Herrnkind (* 1965 als Kerstin Schneider in Bremen) ist eine deutsche Journalistin, Autorin und Schriftstellerin, mit Schwerpunkt Kriminologie, Justiz- und Polizeiarbeit.

## Werdegang
Herrnkind wuchs die ersten zehn Jahre in Bremen auf, bis ihre Eltern mit ihr ins Umland von Hamburg umzogen. Sie wuchs zusammen mit Bruder und Schwester, in Apensen auf. Nach ihrem Abitur absolvierte sie zunächst eine Ausbildung zur Rechtsanwaltsgehilfin und ging dann für ein Jahr als Au-Pair nach Dallas. Wieder zurück in Deutschland schrieb sie sich nach drei Jahren Wartezeit auf einen Studienplatz für ein Studium des Bibliothekswesens mit dem Nebenfach Literaturwissenschaft ein. Neben dem Studium schrieb sie Artikel für den Lokalteil des Buxtehuder Tageblatts und hospitierte ein halbes Jahr in der Dokumentation des Spiegel. Nach ihrem Studium volontierte Herrnkind bei der Nordsee-Zeitung und schrieb ab 1995 bei der Bremer Redaktion der taz über Landespolitik und Justizthemen. Ihr Betrag „Tod eines Knackis“ schaffte es in die Endauswahl des Konrad-Adenauer-Preises in die Rubrik „fast preisgekrönte Beiträge“ und wurde in dem Band des Jahres 1997 veröffentlicht. Seit 1999 ist sie Reporterin beim Stern, oft äußert sie sich polizei- und justizkritisch.

## Buchveröffentlichungen
2008 veröffentlichte Herrnkind (noch unter dem Namen Kerstin Schneider) ihr erstes, auf vier Jahren Recherche basierendes Buch „Maries Akte“. Es handelte von Lina Marie Schöbel, Herrnkinds Großtante aus dem protestantischen Neugersdorf, sowie deren Großtante Magdalena Kade aus dem katholischen Nachbarort Philippsdorf.  Bei beiden Frauen war von Ärzten jeweils eine wahnhafte psychische Störung diagnostiziert worden. Sie stellte die Schicksale beider Frauen gegenüber: Während 1866, Kade nach religiösen Visionen als Heilige verehrt wurde und Philippsdorf zu einem bedeutenden Wallfahrtsort machte, der den Bürgern zu beachtlichem Wohlstand verhalf, wurde 70 Jahre später, deren Großnichte Schöbel, nach religiösen Visionen Schizophrenie diagnostiziert und als „lebensunwertes Leben“, Opfer der NS-Krankenmorde.
In einer 2012 erschienenen zweiten Auflage des Buchs ergänzte Herrnkind Reaktionen auf ihre Recherchen: Während in Neugersdorf die katholische Kirche Lesungen von Herrnkind verhinderte, untersagte das Bistum Leitmeritz, bezüglich Kade weiter von einem Wunder zu sprechen. In der zwölf Kilometer entfernten Landesanstalt Großschweidnitz, wo Schöbel dem im Medizinstudium gescheiterten und niemals approbierten „Euthanasie-Arzt“ Robert Herzer zum Opfer fiel, wurde 2012 eine Leichenhalle in eine Gedenkstätte zur Aufarbeitung der Verbrechen in der Klinik während des Nationalsozialismus umgestaltet. In Mannheim, wo Robert Herzer trotz Verurteilung beim Dresdner Euthanasie-Prozess ab Ende der 1950er Jahre Karriere als „Leitender Arzt“ beim TÜV Baden machte, wurde dessen Grabstein mit gefälschtem Titel entfernt.
Für Evelyn Finger war Herrnkinds „brillantes Sachbuch“ zu Magdalena Kade und Lina Marie Schöbel „ein düsteres Lehrstück, … sensibel rekonstruierte Zeitgeschichte im Familienformat“. Die taz bezeichnete Herrnkinds Suche nach ihrer Familiengeschichte als „spannend beschrieben“, die „so gleichzeitig in ein Stück Zivilisationsgeschichte“ führe. Barbara Dobrick (Deutschlandfunk Kultur) bemängelte zwar, dass Herrnkinds „Erzählhaltung nicht ganz stimmig“ sei, da sie mal „wie eine den Fakten verpflichtete Chronistin, mal wie eine Romanautorin, deren Stil wiederum nicht ganz“ überzeuge, schreibe. Insgesamt habe Herrnkind aber „eine bedrückende, eine spannende Geschichte zu erzählen“.
Für Barbara Bongartz war es „ein reiches, vielschichtiges Buch“, dessen Auftakt an Daphne du Maurier erinnere: „Ich weiß jetzt, was ein Fluch ist.“ „Von Seite zu Seite“ entwickle „sich der raunende Duktus des Anfangs zu einem feinsinnigen Ton des Erzählens, Beginn einer Reise deren Ergebnis ungewiss ist.“ Michael Hametner siedelte Herrnkinds „auf der Basis einer umfangreichen Recherche“ entstandenes Buch „zwischen Sachbuch und Roman“ an. Die Neue Zürcher Zeitung hob den aufgedeckten „veritablen Skandal“ hervor: Herrnkind sei „es gelungen, den Euthanasie-Vollstrecker ausfindig zu machen“, den „Hochstapler, der sich als Arzt ausgab und mit seinen ‚Gutachten‘ unzählige Menschen in den Tod schickte.“ Dolores Herrmann (Staatsarchiv Leipzig) hielt die Reportage für „äußerst umfassend und genau recherchiert und spannend geschrieben wie ein Krimi.“ Der Leser fühle „sich regelrecht einbezogen in die Recherchen und scheinbar nebenbei“ erhalte „er kurze anschauliche historische Zusatzinformationen, die ihn die Familiengeschichte als Teil der allgemeinen zeitgeschichtlichen Zustände sehen lassen. […] Ein sehr mutiges Buch auch, weil die Autorin die "Heilige" Magdalena Kade, als psychisch krank entmystifiziert.“
2022 veröffentlichte sie Den Drachen jagen, über den 25-jährigen, vergeblichen Kampf ihres verstorbenen Bruders, mit Heroinabhängigkeit.

## Auszeichnungen
- 1994 Journalistenpreis des Presseclubs Bremerhaven Unterweser.[20]
- 1997 Lokaljournalistenpreis Konrad-Adenauer-Stiftung: "Fast preisgekrönte Beiträge".[21]
- 2016: Deutscher Reporterpreis[22] für die Interviews „Es gibt keinen Trost“ mit den Eltern dreier Schülerinnen, die Absturzopfer des Germanwings-Flug 9525 wurden[23]

## Werke
- Maries Akte. Das Geheimnis einer Familie. weissbooks.w, Frankfurt am Main 2008, ISBN 978-3-940888-02-0 (eingeschränkte Vorschau).
- Drei sind einer zu viel. Wie man Expartner in die Wüste schickt und die neue Zweisamkeit genießt. Patmos, Düsseldorf 2009, ISBN 978-3-491-40144-0.
- Mein Mann der Mörder. Grafit, Dortmund 2011, ISBN 978-3-89425-382-0.
- Maries Mörder. Die Geschichte einer Spurensuche. Paranus, Neumünster 2012, ISBN 978-3-940636-23-2.
- mit Walter K. Ludwig: Tod eines Mathematikers. Grafit, Dortmund 2013, ISBN 978-3-89425-422-3.
- Vögeln fürs Vaterland? Nein danke! Bekenntnisse einer Kinderlosen. Westend, Frankfurt am Main 2017, ISBN 978-3-86489-171-7.
- Den Drachen jagen: Die Geschichte meines verlorenen Bruders,  Westend, Frankfurt am Main 2022, ISBN 978-3-949671-01-2.